# P’an’gyo
P’an’gyo (kor. 판교군, P’an’gyo-gun) – powiat w Korei Północnej, w prowincji Kangwŏn. W 2008 roku liczył 47 031 mieszkańców. Graniczy z powiatami Sinp’yŏng i Koksan (prowincja Hwanghae Północne) od zachodu, Pŏptong od północy, Sep’o od wschodu, P’yŏnggang od południowego wschodu, Ich’ŏn od południa oraz Sin’gye (prowincja Hwanghae Północne) od południowego zachodu. Przez powiat przebiega 141-kilometrowa linia kolejowa Ch’ŏngnyŏn Ich’ŏn, łącząca Sep’o i powiat P’yŏngsan (prowincja Hwanghae Północne). 88% terytorium powiatu stanowią lasy.

## Historia
Przed wyzwoleniem Korei spod okupacji japońskiej tereny należące do powiatu wchodziły w skład powiatu Ich’ŏn. W obecnej formie powstał w wyniku gruntownej reformy podziału administracyjnego w grudniu 1952 roku. W jego skład weszły wówczas tereny należące wcześniej do miejscowości Rag'yang, Pangjang, P'angyo, Sannae (4 wsie), Ryongp'o (5 wsi – wszystkie należały do powiatu Ich’ŏn), Tongch'on (2 wsie – powiat Koksan). Powiat P’an’gyo składał się wówczas z jednego miasteczka (P'angyo-ŭp) i 19 wsi (kor. ri).

## Gospodarka
Pomimo bardzo trudnych warunków upraw z uwagi na ukształtowanie terenu i słabą jakość gleb, lokalna gospodarka oparta jest na rolnictwie. Na terenie powiatu znajdują się uprawy kukurydzy, ziemniaków, soi, pszenicy i jęczmienia. Istotną rolę w lokalnym rolnictwie odgrywają także miejscowe sady oraz hodowla żywego inwentarza. Ponadto znaczenie dla gospodarki regionu ma górnictwo. Na terenie powiatu znajdują się złoża miedzi oraz niklu.

## Podział administracyjny powiatu
W skład powiatu wchodzą następujące jednostki administracyjne:
| Nazwa jednostki administracyjnej | Rodzaj jednostki administracyjnej | Hangul   | Hancha   |
| -------------------------------- | --------------------------------- | -------- | -------- |
| P’an’gyo-ŭp                      | miasteczko                        | 판교읍   | 板橋邑   |
| Ch'ŏn'am-ri                      | wieś                              | 천암리   | 川岩里   |
| Sadong-ri                        | wieś                              | 사동리   | 寺洞里   |
| Harinwŏn-ri                      | wieś                              | 하린원리 | 下燐原里 |
| Sangninwŏn-ri                    | wieś                              | 상린원리 | 上燐原里 |
| Kŭmp'yŏng-ri                     | wieś                              | 금평리   | 金坪里   |
| Kudang-ri                        | wieś                              | 구당리   | 龜塘里   |
| Ryongji-ri                       | wieś                              | 룡지리   | 龍池里   |
| Risang-ri                        | wieś                              | 리상리   | 梨上里   |
| Riha-ri                          | wieś                              | 리하리   | 梨下里   |
| Kyŏngdo-ri                       | wieś                              | 경도리   | 京都里   |
| P'unghyŏn-ri                     | wieś                              | 풍현리   | 楓峴里   |
| Ryongch’ŏn-ri                    | wieś                              | 룡천리   | 龍川里   |
| Myŏngdŏk-ri                      | wieś                              | 명덕리   | 明德里   |
| Ryongp'o-ri                      | wieś                              | 룡포리   | 龍浦里   |
| Kaeryŏn-ri                       | wieś                              | 개련리   | 開蓮里   |
| Kubong-ri                        | wieś                              | 구봉리   | 九峰里   |
| Jiha-ri                          | wieś                              | 지하리   | 支下里   |
| Jisang-ri                        | wieś                              | 지상리   | 支上里   |
| Kunhan-ri                        | wieś                              | 군한리   | 君漢里   |
| Ryongdang-ri                     | wieś                              | 룡당리   | 龍塘里   |
| Ryonghŭng-ri                     | wieś                              | 룡흥리   | 龍興里   |
| Sangdu-ri                        | wieś                              | 상두리   | 上頭里   |